# حبيب الأرض (فلم)
حبيب الأرض فيلم سيرة ذاتية كويتي ، أنتج في عام 2015 ، وهو عن حياة الشاعر فائق عبد الجليل ، الذي أُسِر أثناء الغزو العراقي للكويت ، وعُثر على رفاته في إحدى المقابر الجماعية للأسرى الكويتيين في العراق.

## قصة الفيلم
يتناول الفيلم قصة حياة الشاعر الشهيد (فايق عبد الجليل)، الذي غنى من كلماته العديد من أبرز فناني الخليج، ومنهم: (عبدالرب إدريس) ، (طلال مداح) ، (أبو بكر سالم) ، و(عبادي الجوهر) ، ( عبدالكريم عبدالقادر ) ، والذي صار بعد اعتقاله من قبل القوات العراقية أشهر أسير كويتي خلال فترة الغزو العراقي للكويت في مطلع التسعينيات بعد كتابته لعدد من الأغاني الوطنية.

## طاقم العمل
- فيصل العميري
- شوق
- عبد الله الطراروة
- جمال الردهان
- لطيفة المجرن
- سليمان الياسين
- عبد المحسن القفاص
- ضاري عبد الرضا

وآخروون ..